# Technomyrmex andrei
Technomyrmex andrei är en myrart som beskrevs av Carlo Emery 1899. Technomyrmex andrei ingår i släktet Technomyrmex och familjen myror.

## Underarter
Arten delas in i följande underarter:
- T. a. andrei
- T. a. camerunensis
- T. a. schereri

## Bildgalleri

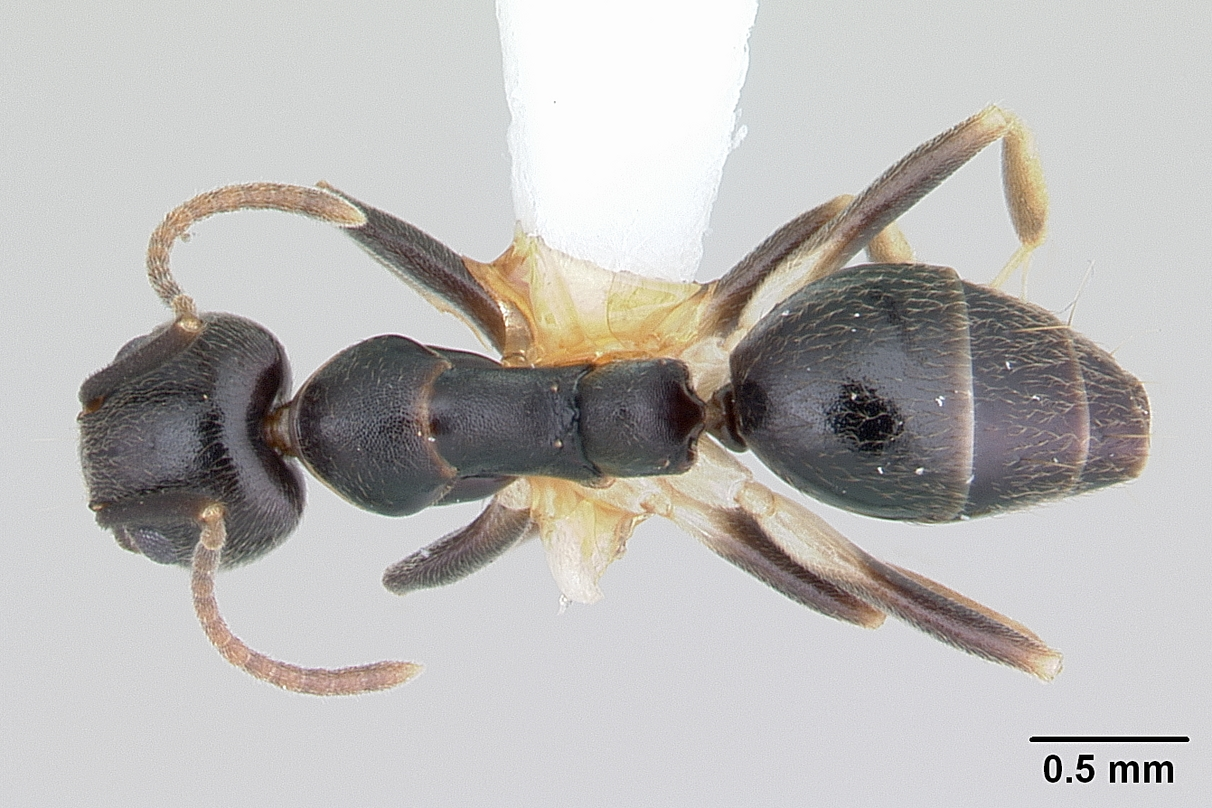
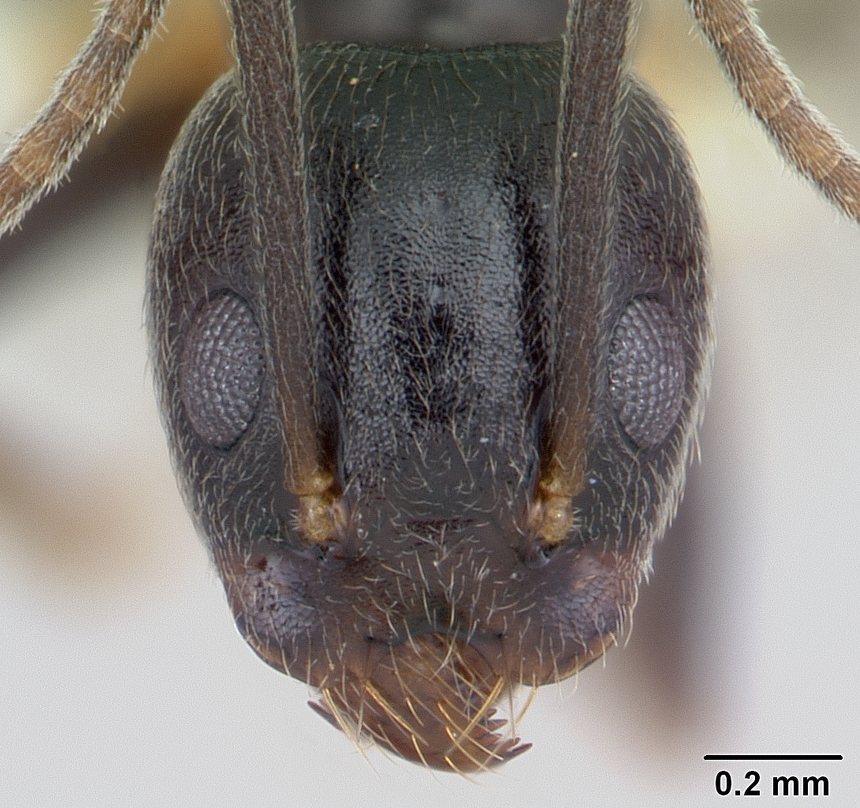
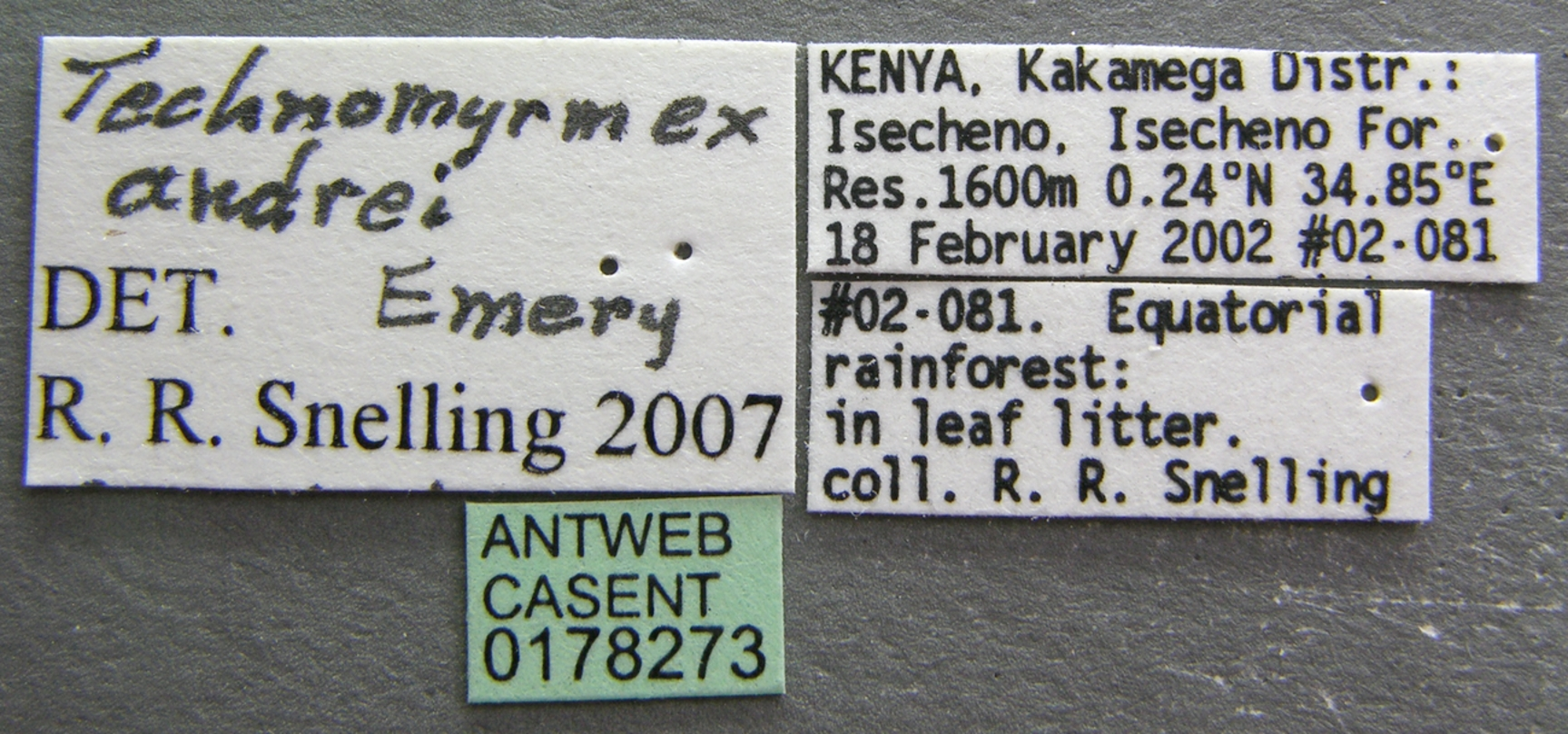
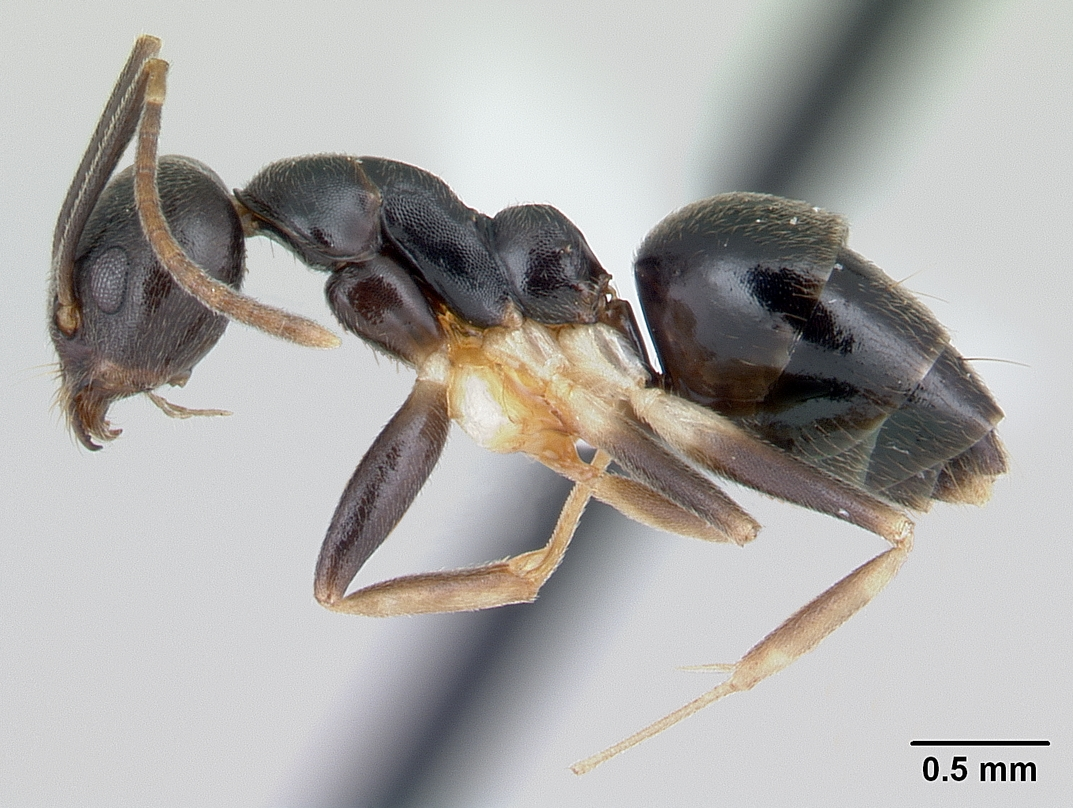
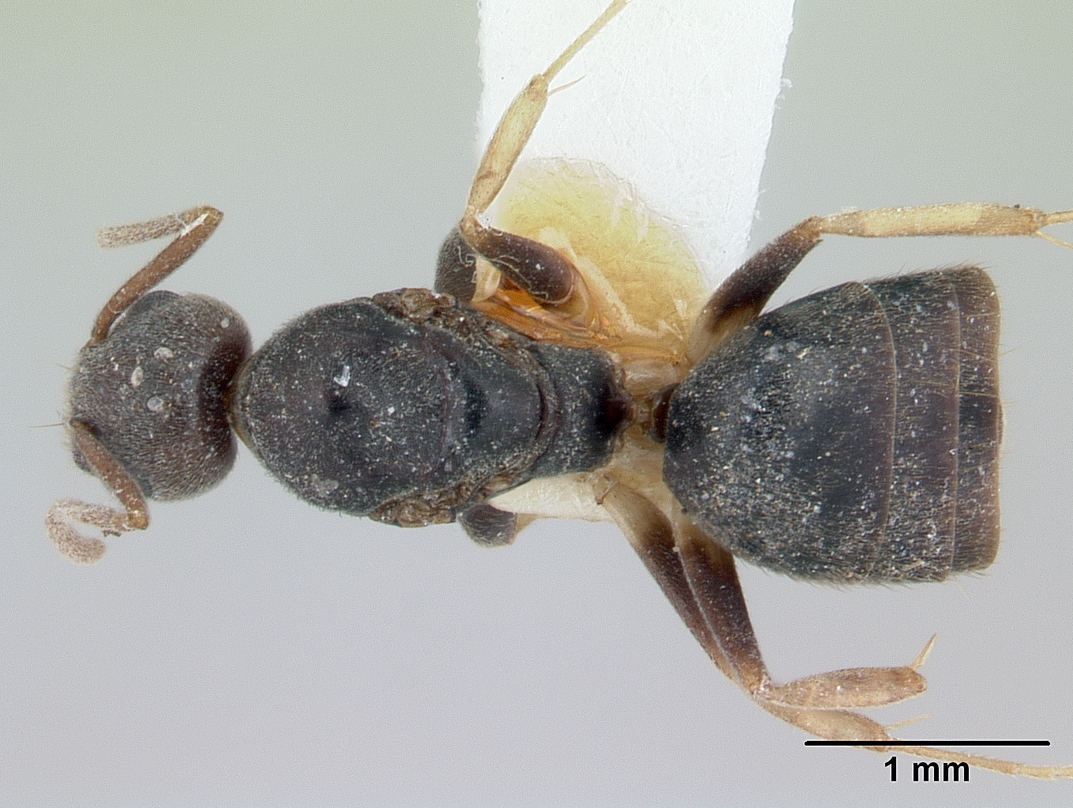
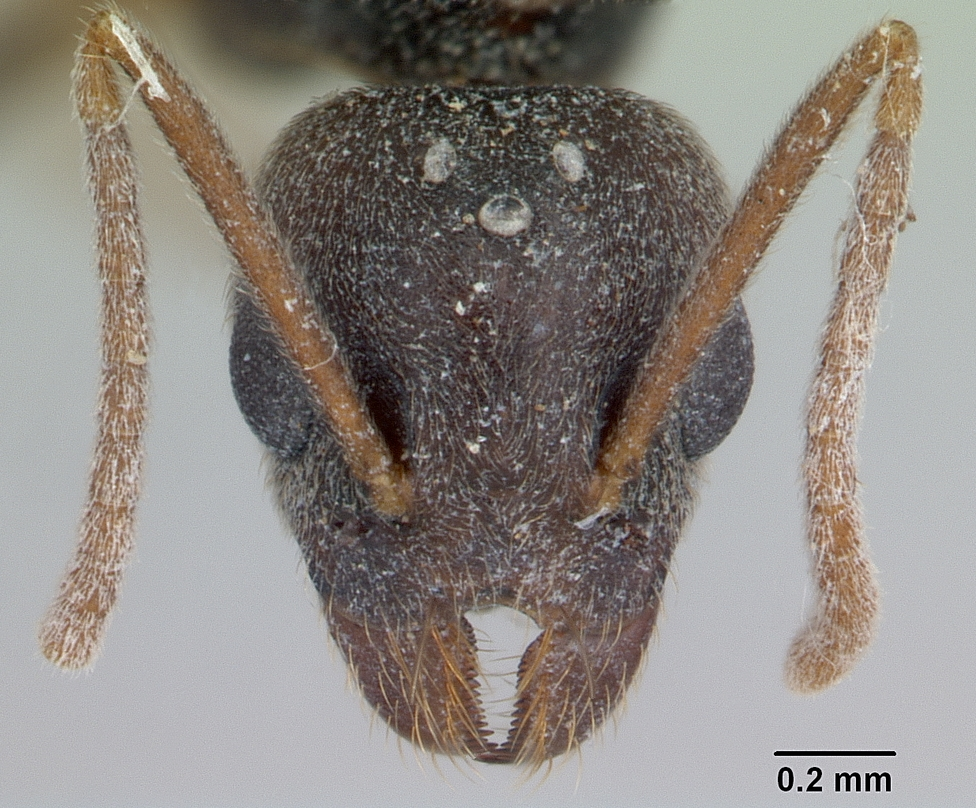